# Willmar
Willmar è un comune degli Stati Uniti d'America, situato in Minnesota, nella contea di Kandiyohi, della quale è anche il capoluogo.